# Ildo Augusto dos Santos Lopes Fortes
Ildo Augusto dos Santos Lopes Fortes (ur. 13 grudnia 1964 na wyspie Sal) – duchowny katolicki z Republiki Zielonego Przylądka, biskup Mindelo od 2011.

## Życiorys
Urodził się na wyspie Sal w Republice Zielonego Przylądka. W wieku 10 lat wyemigrował z rodziną do Portugalii. Do kapłaństwa przygotowywał się w Lizbonie i 29 listopada 1992 otrzymał święcenia kapłańskie, zostając prezbiterem tamtejszego patriarchatu. Pracował przede wszystkim w parafiach patriarchatu, w latach 1992-1996 był także pracownikiem sekretariatu ds. duszpasterstwa młodzieży. W latach 2005–2011 był misjonarzem fidei donum w diecezji Mindelo w rodzinnym kraju.
25 stycznia 2011 został mianowany przez Benedykta XVI biskupem Mindelo. Sakry biskupiej 3 kwietnia 2011 udzielił mu patriarcha Lizbony - José da Cruz Policarpo. Urząd objął 9 kwietnia 2011.